# دلال بروشمان
دلال بروشمان (بالألمانية: Dalal Bruchmann)‏ (30 أبريل 1990) مغنية وموسيقية ومؤلفة وممثلة نمساوية.

## المسار المهني
التحقت دلال بمدرسة برودواي للموسيقى في سن الثانية عشرة. تم إصدار أغنيتها الأولى«مذاق الليلة» رقميًا في عام 2011، بما في ذلك نُشرت لها مجموعة ريمكسات من توني موران. تم تصوير أول فيديو موسيقي لها في لوس أنجلوس وتم عرضه لأول مرة على AOL Music في نفس العام. بعد إضافته إلى YouTube ، تمت مشاهدة الفيديو أكثر من 1.2 مليون مرة، مما يجعله واحدًا من أكثر مقاطع الفيديو مشاهدة خلال تلك الفترة.
قامت دلال بأداء أغنية «مذاق الليلة» في أسبوع الموضة في نيويورك لعام 2012 وأسبوع الموضة الراقية في نيويورك، فيندر ميوزيك لودج في مهرجان صندانس السينمائي.
في عام 2014 أصدرت دلال أغنية "فجأة، وتم تشغيل الأغنية على الراديو في الولايات المتحدة وأستراليا وكندا والمملكة المتحدة وألمانيا.
كُتبت أغنية «سوبرمان» الفردية لدلال بالتعاون مع جولي نيت «إمباكت» لفيلم الشعر وهو فيلم وثائقي عُرض عام 2015. تم ترشيح الأغنية لاحقًا لجائزة موسيقى هوليوود في الإعلام لفئة «أفضل أغنية - فيلم وثائقي».

## النشاط الموسيقي

### أغنيات فردية
- 2014: «فجأة»
- 2014: «سوبرمان»
- 2018: «إينودي: نوفول بيانكي» التصنيف: وارنر ميوزك غروب
- 2018: كلاسيكيات وارنر
- 2018: «إينودي: أونا ماتينا»
- 2018:«إينودي: يطير»
- 2017: القلب الهادئ - التسمية: موسيقى أوركارد / سوني

### ألبومات
- 2018: أفضل 50 قطعة من كلاسيكيات وارنر

### موسيقى الأفلام
- 2015: فيلم شعر (وثائقي)
- 2016: فيلم أول ما يأتي مثل لحن

## النشاط السينمائي (فيلموغرافيا)
| عام  | فيلم              | وظيفة   | ملاحظات                     |
| ---- | ----------------- | ------- | --------------------------- |
| 2005 | سوكو دوناو        | ليزا    | 2 حلقات                     |
| 2007 | موت هيئة المحلفين | دانييلا | 1 حلقة                      |
| 2011 | في الظلام         | كاتلين  | تصوير / الإفراج عن عام 2011 |

## روابط خارجية
- دلال بروشمان على موقع IMDb (الإنجليزية)
- دلال بروشمان على موقع ميوزك برينز (الإنجليزية)